# Степанов, Иван Иванович (генерал-майор)
Иван Иванович Степанов (5 февраля 1902, село Ольшанка, Курская губерния — 24 декабря 1965, Москва) — советский военный деятель, генерал-майор (14 октября 1942 года).

## Начальная биография
Иван Иванович Степанов родился 5 февраля 1902 года в селе Ольшанка (ныне — Чернянский район Белгородской области).

## Военная служба

### Гражданская война
В марте 1918 года вступил в ряды 1-го Лозовского партизанского отряда, в котором служил красногвардейцем-пулемётчиком и принимал участие в боевых действиях против немецких войск, а также против гайдамаков и войск под командованием генерала П. Н. Краснова.
В мае был назначен на должность начальника пулемёта в составе 5-го и 6-го Курских советских полков. В феврале 1919 года был ранен, после чего находился в отпуске по ранению. После выздоровления с июня служил красноармейцем в составе отряда Донбасских рабочих, а с августа командиром отделения в составе 1-го кавалерийского отряда при Курском губернском военкомате.
В октябре был назначен на должность командира взвода комендантской команды в составе 9-й стрелковой дивизии (13-я армия), после чего принимал участие в боевых действиях во время Орловско-Курской операции, а также при освобождении городов Бахмут и Ростов-на-Дону.
В 1920 году Степанов вступил в ряды РКП(б), а в мае того же года был направлен на учёбу на 51-е Харьковские пехотные курсы комсостава, в составе которых принимал участие в боевых действиях против формирований под командованием Н. И. Махно на территории Екатеринославской губернии и Крыма, а весной 1921 года — в подавлении восстания под руководством А. С. Антонова на территории Тамбовской губернии.

### Межвоенное время
После окончания курсов был назначен на должность командира пулемётного взвода 6-го стрелкового полка Частей особого назначения (Украинский военный округ). В феврале 1923 года Иван Иванович Степанов был демобилизован, а в октябре того же года вновь призван в ряды РККА, после чего был направлен в 25-ю стрелковую дивизию (Украинский военный округ), где исполнял должность помощника командира взвода 2-го Егерского батальона, командира взвода и временно исполняющего должность командира роты в составе 75-го стрелкового полка.
В октябре 1926 года был направлен в 75-ю стрелковую дивизию, где исполнял должности начальника химической службы 225-го стрелкового полка, командира взвода 224-го стрелкового полка, командира роты, помощника начальника штаба и командира батальона 223-го стрелкового полка.
В сентябре 1930 года Степанов был направлен на учёбу на курсы «Выстрел», после окончания которых в июне 1932 года был назначен на должность начальника штаба батальона в составе 223-го стрелкового полка, однако уже в июле того же года был переведён в 224-й стрелковый полк, где исполнял должности командира батальона, начальника и политрука полковой школы.
В мае 1934 года был направлен на учёбу в Военную академию имени М. В. Фрунзе, после окончания которой в 1937 году состоял в распоряжении Главного управления кадров НКО и в декабре того же года был назначен на должность старшего преподавателя тактики, а затем — на должность начальника цикла Казанского пехотного училища (Приволжский военный округ).
В декабре 1939 года был направлен на учёбу в Академию Генерального штаба РККА.

### Великая Отечественная война
С началом войны Степанов был направлен в распоряжение Военного совета Северо-Западного фронта, а затем исполнял должность начальника оперативного отдела 12-го механизированного корпуса, а также начальника штаба Новгородской армейской оперативной группы. Принимал участие в ходе приграничного сражения, а также в оборонительных боевых действиях на псковском и новгородском направлениях.
В августе 1941 года был назначен на должность старшего помощника начальника оперативного отдела штаба Северо-Западного фронта, который вёл боевые действия на старорусском и новгородско-чудовском направлениях.
В мае 1942 года был назначен на должность начальника штаба 27-й армии, а в декабре того же года — на должность начальника штаба 14-го гвардейского стрелкового корпуса, который вёл наступательные боевые действия по ликвидации демянского плацдарма противника.
В июле 1944 года был назначен на должность начальника штаба 119-го стрелкового корпуса, которым с 5 по 6 августа временно командовал. Корпус принимал участие в боевых действиях в ходе Псковско-Островской, Тартуской и Рижской наступательных операций, а также в освобождении городов Остров, Выру, Тарту и Рига, а с октября оборонял побережье Рижского залива.
В марте 1945 года был назначен на должность начальника штаба 23-го гвардейского стрелкового корпуса, который вёл боевые действия против курляндской группировки противника.

### Послевоенная карьера
После войны находился на прежней должности.
В июле 1946 года был назначен на должность начальника штаба 16-го гвардейского, а затем — на должность начальника штаба 79-го стрелковых корпусов, дислоцированных в Приволжском военном округе, а в апреле 1948 года был назначен на должность старшего преподавателя Высшей военной академии имени К. Е. Ворошилова.
Генерал-майор Иван Иванович Степанов в мае 1954 года вышел в запас. Умер 24 декабря 1965 года в Москве.

## Награды
- Орден Ленина;
- Пять орденов Красного Знамени (9.11.1943[2], 14.10.1944[3], 26.11.1944[4], …, …);
- Орден Отечественной войны 1 степени (27.7.1944)[5];
- Орден Красной Звезды (6.6.1945[6]);
- Медаль «20 лет Рабоче-Крестьянской Красной Армии»[2].